# Pyrgocyphosoma savonense
Pyrgocyphosoma savonense är en mångfotingart som först beskrevs av Karl Wilhelm Verhoeff 1910.  Pyrgocyphosoma savonense ingår i släktet Pyrgocyphosoma och familjen knöldubbelfotingar. Inga underarter finns listade i Catalogue of Life.